# Lorenzo Cappa
Lorenzo Cappa (Livorno, 14 febbraio 1935 – Bologna, 5 ottobre 2002) è stato un calciatore e allenatore di calcio italiano, di ruolo centrocampista.

## Carriera
Cresciuto nel Livorno, viene ceduto in prestito in IV Serie al Manfredonia dove esordisce diciottenne nel 1953.

Cappa alla SPAL

Torna a Livorno dove gioca titolare in Serie C, e sale ancora di categoria e nel 1955 è al Bari. In cinque campionati in biancorosso, tre di Serie B e due di Serie A, gioca complessivamente 133 partite segnando anche 10 reti e giocando anche una partita in Nazionale Giovanile ed un'altra in Nazionale B. Nel 1960 passa al Bologna, giocando 9 gare.
Nel 1961 viene acquistato da Paolo Mazza nella sua SPAL e lo utilizza anche come terzino. Cappa disputa 26 partite in quel campionato. Riparte titolare anche nel 1962, poi una serie di infortuni lo limitano nel rendimento e gioca saltuariamente.
L'anno successivo torna al Livorno con cui gioca un altro campionato e, di lì a poco, a seguito del prolungarsi di alcuni suoi malanni, lascerà definitivamente il calcio pur contribuendo alla promozione dei livornesi in Serie B. Allenò il Calangianus nella stagione 1968-1969, in Serie D.
Ha giocato complessivamente 92 partite in Serie A, segnando 4 reti.